# Пајн Гроув (Калифорнија)
Пајн Гроув (енгл. Pine Grove) насељено је место без административног статуса у америчкој савезној држави Калифорнија.

## Демографија
По попису из 2010. године број становника је 2.219.
| Група             | 2000.    | 2010.         |
| Белци             | 0 (0,0%) | 1.904 (85,8%) |
| Афроамериканци    | 0 (0,0%) | 9 (0,4%)      |
| Азијати           | 0 (0,0%) | 9 (0,4%)      |
| Хиспаноамериканци | 0 (0,0%) | 202 (9,1%)    |
| Укупно            | 0        | 2.219         |